# باشگاه فوتبال اونس مونیسیپال
باشگاه فوتبال دپورتیوو اونس مونیسیپال یک تیم فوتبال اهل السالوادور از اهواچوپان بود که آخرین بار در سال ۲۰۱۸ در لیگ برتر السالوادور شرکت کرد. ورزشگاه خانگی آن ورزشگاه سیمون ماگانا بود که ۵۰۰۰ نفر ظرفیت دارد.